# Вилаят Кавказ
Вилая́т Кавка́з (араб. ولاية القوقاز‎) — отделение исламистской террористической группы Исламское государство (ИГ), действовавшее на Северном Кавказе в России. ИГ объявили о формировании новой провинции 23 июня 2015 года и назначили Рустама Асельдерова валием ИГ на Кавказе, поскольку он был первым из боевиков на Кавказе, присягнувшим на верность ИГ.

## Предшествующие события
В конце декабря 2014 года лидер Дагестанской террористической организации Джамаат шариат — Рустам Асельдеров принёс клятву в верности лидеру Исламского государства Абу Бакру аль-Багдади. Наступил раскол в Кавказском эмирате. В конце июня 2015 года амир «Вилаята Нохчийчоь» Аслан Бютукаев, и ещё многие группы боевиков из Дагестана, Чечни, Ингушетии и Кабардино-Балкарии принесли клятву в верности в аудио-заявлении.

## История

### 2015
23 июня 2015 года года представитель ИГ Абу Мухаммад аль-Аднани принял эти заявления и объявил о создании нового вилаята, на этот раз на Северном Кавказе. Аднани назвал Асельдерова лидером Вилаята и обратился к другим боевикам в регионе, чтобы те следовали за ним. «Повелитель правоверных принял их присягу и назначил уважаемого шейха Абу Мухаммада аль-Кадари валием Кавказа» — заявил Аднани.
2 сентября группировка взяла на себя ответственность за своё первое нападение на российскую военную базу в южном Дагестане, с. Магарамкент, при этом российские СМИ не сообщали ни о каких нападениях на силовиков. В видео, также выпущенном в сентябре, Асельдеров обратился к сторонникам ИГ на Кавказе с просьбой уходить в лес вместо того, чтобы ехать в Ирак и Сирию.
22 ноября в ходе крупной спецоперации в Нальчике была ликвидирована бандгруппа из 14 человек.
29 декабря примерно в 23:30 по московскому времени боевики, укрывавшиеся в лесу недалеко от Дербентской крепости Нарын-кала открыли стрельбу по туристам, находившимся на смотровой площадке цитадели Нарын-кала на экскурсии. В результате погиб сотрудник Пограничной службы ФСБ России, ещё 11 человек получили ранения. 31 декабря 2015 года ИГ взяло ответственность за нападение, заявив, что это первая успешная атака на территории России.

### 2016
15 февраля боевик на начинённом взрывчаткой автомобиле при остановке его машины на Джемикентском посту в Дербентском районе Дагестана произвёл взрыв. В результате погибло 2 полицейских, ещё 17 человек получили ранения. 5 марта в видео, выпущенном медиа ИГ и получившем название «Прибыльная торговля», было показано обращение совершившего самоподрыв на посту боевика.
29 марта на федеральной трассе «Кавказ» боевиками был совершён подрыв автоколонны МВД. По заверению МВД, в теракте погиб 1 сотрудник, ещё 2 получили ранения. ИГ взяло ответственность за теракт, и заявило, что было убито 10 силовиков. Организатор теракта получил 15 лет колонии строгого режима.
16-17 июня в южном Дагестане была ликвидирована крупная группа из 10 боевиков во главе с одним из командиров Вилаята Кавказ Гасаном Абдуллаевым.
9 июля в пригороде Махачкалы была ликвидирована ещё одна крупная группа из 9 боевиков.
7 сентября, в ходе одновременной спецоперации в Махачкале и Избербаше были убиты 6 боевиков, причастные к убийству героя России Магомеда Нурбагандова.
3 декабря в ходе спецоперации спецслужб России был убит лидер Вилаята Кавказ Рустам Асельдеров и несколько его приближённых.
17 декабря группа боевиков совершила ряд нападений на сотрудников полиции в Грозном. В ходе нескольких боестолкновений были убиты трое боевиков. 28 декабря ИГ выпустило видео, в котором показало обращение нападавших на Грозный боевиков.

### 2017
Ночью 24 марта боевики совершили нападение на воинскую часть Росгвардии в станице Наурская. Военнослужащие были без оружия, так как к 6 часам вечера они сдают своё оружие в комнату хранения, боевиков было 8: шестеро пробрались на территорию части, двое остались за забором на стороже. Боевики перебрались через ограждение, и пользуясь туманом проникли в КПП и убили спящих дежурных, забрав их оружие. В ходе перестрелки с патрульными, которые имели оружие, все шестеро были убиты, двое других скрылись.
В ночь на 12 мая боевики ИГ провели нападение на пост полиции в городе Малгобек в Ингушети.
29 августа боевики, действующие от имени ИГ, одновременно совершили нападения на полицейских в Хасавюрте и Каспийске. ИГ в итоге взяло на себя ответственность за нападение.

### 2018
18 февраля около 16:00 по московскому времени 22-летний житель Кизляра, уроженец села Рассвет Тарумовского района Дагестана Халил Халилов открыл стрельбу из охотничьего ружья по прихожанам церкви Георгия Победоносца. В результате погибло 5 человек, ещё 4 получили ранения. Позже появилось видео, на котором террорист приносит клятву верности Исламскому государству. Связанный с ИГ новостной источник «Амак» заявил, что нападавший был воином Исламского государства.
18 марта неизвестный из травматического оружия, целясь в голову, в упор расстрелял охранника в комплексе Грозный-сити.
20 марта один из боевиков Исламского государства провёл вооружённое нападение на сотрудников полиции в столице Чечни Грозном.
21 апреля в ходе крупной спецоперации в Дербенте были убиты 9 боевиков.
19 мая ИГ атаковало церковь в Грозном.
20 августа пятеро боевиков совершили четыре нападения с ножами на полицейских в Грозном и Шали. Пострадало трое полицейских, погибших нет. В результате 4 боевика были убиты и 1 задержан. Все пятеро — уроженцы города Шали. Связанное с ИГ новостное агентство «Амак» опубликовало фотографии боевиков и заявило, что они действовали от имени ИГ.

### 2019
В начале января 2019 года группировка взяла на себя ответственность за взрыв в жилом доме в Магнитогорске 31 декабря 2018 года, и за нападение, произошедшее на следующий день. Боевики заявили, что обрушение здания произошло в результате взрыва самодельного взрывного устройства. Однако заявление было оспорено некоторыми российскими следователями, которые заявили, что причиной обрушения здания, скорее всего, была утечка газа.
25 января в поселке Серноводское (Чечня) группа полицейских подверглась нападению со стороны боевика, в результате чего двое полицейских были ранены. Полиция открыла ответный огонь, убив нападавшего, тело которого позже нашли в лесу. Нападавший был вооружён автоматом Калашникова. Позже группировка Исламское государство взяла на себя ответственность за нападение.
11 апреля ИГ взяло ответственность за взрыв в подмосковной Коломне. Причастность группировки оспаривается.
12 апреля в Тюмени в ходе масштабной операции с участием группы «Альфа», местной полиции и Росгвардии были убиты двое хорошо вооружённых террориста ИГ. Эти террористы планировали атаковать многолюдное место города.
22 июня в Хасавюртовском районе началась перестрелка, произошедшая из-за попытки остановить автомобиль, в котором предположительно находились боевики. В результате были убито два террориста, поддерживающие ИГ.
23 июня террорист с ножом напал на двух сотрудников полиции недалеко от резиденции Рамзана Кадырова в Грозном. Нападавший был затем убит полицией. Сообщается, что в его машине было найдено охотничье ружьё. Позже группировка Исламское государство взяла на себя ответственность за нападение.
26 июня в официальных ресурсах террористов появилось видео с обновлением присяги «халифу» Исламского государства Абу Бакра аль-Багдади из Вилаята Кавказ. На видео двое мужчин, один из них названный «Абу Абдуллахом Кавкази», угрожали России новыми терактами, упоминали об успешно проведённых операциях боевиков в Магнитогорске (имеется ввиду взрыв в жилом доме в Магнитогорске) и Урус-Мартане, а затем обновили присягу на верность лидеру ИГ. Это было первое видео от кавказской ячейки за продолжительное время, что говорит о том, что боевики стараются поддерживать искусственную активность в регионе.
2 июля года сотрудник правоохранительных органов был убит и несколько человек получили ранения на блокпосту на окраине Бамута, когда террористу удалось напасть на полицейских с ножом и ручной гранатой. Группировка Исламское государство позже взяла на себя ответственность за нападение.
31 декабря двое боевиков напали на пост ДПС в Магасе. Нападавшие были вооружены ножами, но это не помешало им убить двух вооруженных полицейских (второй чуть позднее умер в больнице), а других ранить. ИГ взяло ответственность за нападение.

### 2020
16 апреля силовики убили боевика, который открыл огонь после требования силовиков остановить машину.
22 мая в Хасавюртовском районе Дагестана началась спецоперация по поиску боевиков из так называемой «эндирейской» группировки, причастной к ИГ, которая собиралась устроить нападения. В результате были убиты шесть боевиков.
28 декабря двое уроженцев Ингушетии напали с ножами на двух сотрудников патрульно-постовой службы в столице Чечни городе Грозном и попытались завладеть их оружием. В ходе нападения погиб один сотрудник ППС, другой был ранен. ИГ взяло ответственность за это нападение.

### 2021
20 января была ликвидирована последняя группа из семи боевиков во главе с Асланом Бютукаевым.

### 2022
21 ноября в Грозном мужчина напал с ножом на сотрудника ГИБДД.

### 2024
Контртеррористическая операция в городе Карабулак (Ингушетия). Эта группа годом ранее атаковала солдат РФ и смогла сохраниться целый год. РФ никак не могла их обнаружить. И когда обнаружили, то группа ИГ, под предводительством амира Абдул Карима, дала бой спецназу ФСБ, который длился почти сутки.

### 2025
5 марта Национальный антитеррористический комитет (НАК) сообщил о ликвидации в ходе КТО четырех боевиков, которые планировали совершить теракт на объекте регионального управления МВД в Каспийске. Ячейку координировали сторонники Исламского государства.
7 апреля В Ачхой-Мартане в результате нападение 17-летнего парня на пост ДПС погиб один сотрудник силовых структур и ещё один был ранен. Власти Чечни заявили что в этом были причастны граждане Украины и Турции

## Признание группировки как террористической организации
| Страна | Дата             |
| ------ | ---------------- |
| США    | 29 сентября 2015 |